# Dance like No One's Watching
Dance like No One's Watching è un singolo del rapper statunitense Swae Lee, pubblicato il 25 settembre 2020 su etichetta Ear Drummer Records.

## Tracce
1. Dance Like No One's Watching – 3:34